# Zbigniew Sawicz
Zbigniew Sawicz (ur. 8 października 1939 w Bolechowie) – polski artysta fotograf. Członek Okręgu Śląskiego Związku Polskich Artystów Fotografików. Członek rzeczywisty i prezes Zarządu Katowickiego Towarzystwa Fotograficznego.

## Życiorys
Zbigniew Sawicz mieszka i pracuje w Katowicach. Jest absolwentem Politechniki Śląskiej w Gliwicach, którą ukończył w 1967 roku. Przez 11 lat był prezesem Katowickiego Towarzystwa Fotograficznego, do którego wstąpił w 1972 roku. Od 1979 roku do 1989 pełnił funkcję wiceprzewodniczącego do spraw artystycznych Prezydium Rady Federacji Amatorskich Stowarzyszeń Fotograficznych w Polsce. W latach 1987–1989 uczestniczył w pracach Ogólnopolskiego Komitetu Organizacyjnego Obchodów 150-lecia Fotografii. W 1990 roku został przyjęty w poczet członków Związku Polskich Artystów Fotografików, gdzie w latach 1991–1996 był prezesem Okręgu Śląskiego ZPAF oraz w latach 1996–2002; wiceprezesem do spraw organizacyjnych.
Współpracował z licznymi wydawnictwami, czasopismami takimi jak: „Panorama”, „Ekran”, „Magazyn Fotograficzny”, od 1996 roku stale współpracuje z miesięcznikiem społeczno-kulturalnym „Śląsk”. W 2002 roku został członkiem Stowarzyszenia Dziennikarzy Rzeczypospolitej Polskiej. Jest uczestnikiem (prowadzącym) licznych warsztatów, szkoleń, sympozjów i plenerów fotograficznych.
Jest autorem i współautorem wielu wystaw fotograficznych; indywidualnych i zbiorowych. W 2012 roku otrzymał Nagrodę Prezydenta Katowic w dziedzinie Kultury i Nagrodę Związku Polskich Artystów Fotografików Okręgu Śląskiego za twórczość i działalność fotograficzną. W 2012 roku obchodził 40-lecie pracy twórczej. W 2016 został laureatem Nagrody Artystycznej Marszałka Województwa Śląskiego. Szczególne miejsce w twórczości Zbigniewa Sawicza zajmuje fotografia krajobrazu Śląska, portrety ludzi kultury i sztuki i fotografia reportażowa ważnych wydarzeń związanych ze Śląskiem. W 2018 odznaczony Brązowym Medalem Zasłużony Kulturze Gloria Artis.
Fotografie Zbigniewa Sawicza znajdują się w zbiorach Śląskiej Kolekcji Fotografii Artystycznej ZPAF, Muzeum Śląskiego w Katowicach, Muzeum w Bielsku-Białej, Muzeum w Raciborzu.

## Odznaczenia
- Brązowy Krzyż Zasługi
- Złota Odznaka Honorowa Federacji Amatorskich Stowarzyszeń Fotograficznych w Polsce
- Medal 40-lecia ZPAF
- Medal 150-lecia Fotografii (1989)
- Odznaka honorowa „Zasłużony dla Kultury Polskiej”
- Złota Odznaka Honorowa za Zasługi dla Województwa Śląskiego[21]
- Złota Odznaka „Zasłużonemu w Rozwoju Województwa Katowickiego”
- Brązowy Medal Zasłużony Kulturze Gloria Artis[18]

Źródło

## Wystawy (wybór)
- 1990 – Katowice, wystawa fotografii kandydatów do ZPAF
- 2000 – Katowice, Targi Sztuki
- 2001 – Katowice, Targi Sztuki
- 2002 – Katowice, Fotografia bezdomna
- 2003 – Katowice, Nietrwałość fotografii wobec trwałości zmian w naturze
- 2005 – Katowice, Fotografia otworkowa – wystawa zbiorowa
- 2005 – Czeladź, Drugie wcielenie – Saturn
- 2006 – Auby, Francja, Dni Kultury Polskiej, Drugie wcielenie – Saturn
- 2006 – Lewarde, Francja, Drugie wcielenie – Saturn
- 2006 – Katowice, Śląski Park Przemysłowy wystawa zbiorowa
- 2006 – Katowice, wystawa zbiorowa z okazji 60-lecia ZPAF
- 2007 – Katowice, Witraże Wiktora Ostrzołka
- 2007 – Tarnowskie Góry, Witraże Wiktora Ostrzołka
- 2007 – Piekary Śląskie, Witraże Wiktora Ostrzołka
- 2007 – Katowice, Nowe Katowice – wystawa zbiorowa
- 2007 – Katowice, Europa. Fotografia w dialogu kultur – wystawa zbiorowa
- 2007 – Katowice, Mistrzowie piękna
- 2008 – Katowice, Śląska ballada
- 2009 – Katowice, XXX lat Galerii Katowice wystawa zbiorowa ZPAF
- 2009 – Katowice, Śląski modernizm – wystawa zbiorowa
- 2009 – Katowice, zbiorowa wystawa poplenerowa
- 2009 – Katowice, Nikisz – wystawa zbiorowa
- 2009 – Katowice, Tramwaje śląskie – wystawa zbiorowa
- 2010 – Katowice, Kongres Kultury Województwa Śląskiego, Śląscy mistrzowie piękna
- 2011 – Pyrzowice, W porcie lotniczym
- 2011 – Katowice, Wernisaże, wernisaże… 100-lecie ZPAF
- 2012 – Katowice, 40 lat z fotografią
- 2013 – Katowice, przeglądowa wystawa zbiorowa ZPAF
- 2013 – Katowice, Okamgnienie
- 2013 – Racibórz, Mistrzowie piękna
- 2014 – Katowice, Uroda polszczyzny
- 2015 – Katowice, Henryk Mikołaj Górecki;
- 2023 – Katowice, Zbigniew Sawicz 50-lecie działalności twórczej[18]

Źródło